# Toradex AG

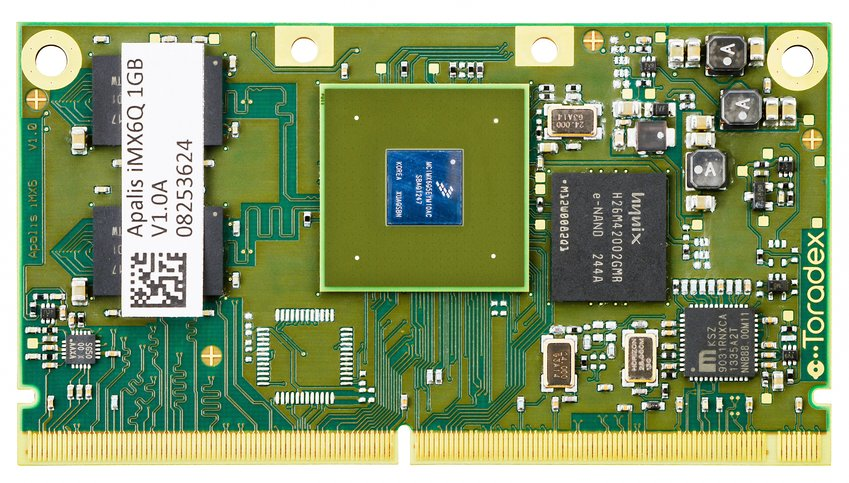
Компьютер на модулях Apalis I.MX6Q Freescale

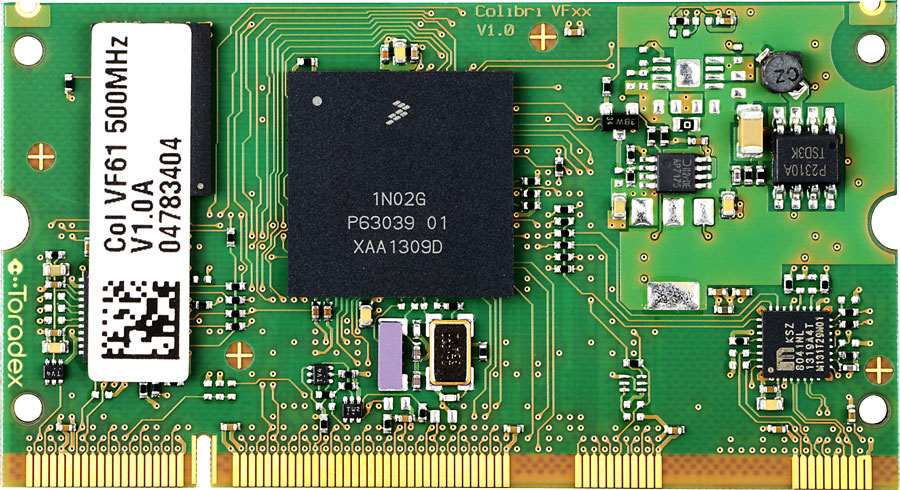
Компьютер на модулях Colibri VF61 Freescale Vybrid

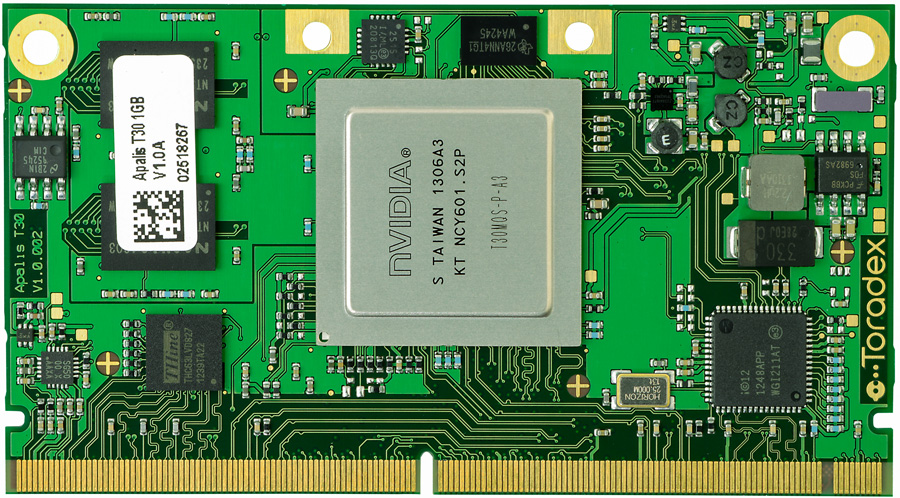
Компьютер на модулях Apalis T30 NVIDIA Tegra 3

Toradex — швейцарская компания, занимающаяся проектированием и разработкой встраиваемых компьютеров на модулях (COM) или систем на модулях (SOM), а также совместимых с ними плат-носителей и комплектующих.

## О компании
На общем собрании акционеров 14 ноября 2003 года в присутствии нотариуса было принято решение о регистрации компании Toradex AG, первой франшизы Toradex. 19 ноября 2003 года Toradex AG была официально зарегистрирована, информация об этом  размещена в Swiss Official Gazette. Офисы компании работают в США, Бразилии, Швейцарии, Индии, Японии, Китае и Вьетнаме.
Продукция компании используется в разнообразных встраиваемых устройствах.
В партнерскую сеть Toradex входят Freescale, ARM, NVIDIA, Altium, MARVELL, Microsoft Windows Embedded, The Qt Company и другие. Также сеть охватывает компании, специализирующиеся на обслуживании аппаратного и программного обеспечения, например, Ginsbury, Antmicro Ltd и другие.
Toradex приняла участие в семинаре 2015 ARM Developer Day в Рочестерском технологическом институте в Нью-Йорке, США.

## Продукция
- Компьютеры на модулях[12][13][14][15][16][17][18]
- Платы-носители[19]
- Специализированный одноплатный компьютер[20][21][22]

## Внешние ссылки
- Официальный сайт
- Официальный сайт мировой